# Дело было в Пенькове
«Де́ло бы́ло в Пенько́ве» — советский полнометражный чёрно-белый художественный фильм, поставленный на Киностудии имени М. Горького в 1957 году режиссёром Станиславом Ростоцким по повести Сергея Антонова.
Премьера фильма в СССР состоялась 17 февраля 1958 года.

## Сюжет
В колхоз по распределению приезжает молодой специалист-зоотехник Тоня Глечикова. Первый, кто встречается Тоне, — колхозный тракторист Матвей Морозов, заводила и выдумщик. Выходки Матвея были причиной постоянных конфликтов между ним и председателем колхоза Иваном Саввичем. К тому же дочь председателя, Лариса, против воли отца выходит замуж за Морозова. С приездом Тони жизнь в деревне начинает меняться. К ней тянется молодёжь. Тянется к ней и Матвей. Их интерес друг к другу становится источником сплетен. Лариса возмущена поведением Тони. Её появлением в колхозе недовольна и самогонщица Алевтина, чей дом раньше был центром «светской» жизни в деревне, что было дополнительным источником её доходов. Однажды Тоня в недостроенном клубе подворачивает ногу. Домой её относит Матвей, случайно оказавшийся там. Это видит Алевтина. 
Лариса, чувствуя, что муж охладел к ней, сильно ревнует его к Тоне. Алевтина подговаривает Ларису отравить соперницу. Лариса сначала соглашается, но в последний момент не решается на убийство. Матвей, узнав об участии Алевтины, в наказание запирает её в погребе, за что получает тюремный срок. Возвратившись домой, Матвей впервые видит уже подросшего сына и законную жену, а также Тоню.

## В ролях
| Актёр                 | Роль                                             |
| --------------------- | ------------------------------------------------ |
| Вячеслав Тихонов      | Матвей Морозов, тракторист                       |
| Майя Менглет          | Глечикова (Тоня), зоотехник                      |
| Светлана Дружинина    | Лариса Морозова, жена Матвея                     |
| Владимир Ратомский    | Иван Саввич, отец Ларисы, председатель колхоза   |
| Валентина Телегина    | Алевтина Власьевна, самогонщица                  |
| Анатолий Кубацкий     | Глечиков, дедушка Тони                           |
| Евгения Мельникова    | Морозова, мать Матвея                            |
| Юрий Медведев         | Зефиров (Вася), тракторист, «штатный передовик»  |
| Александра Харитонова | Шурочка                                          |
| Юрий Мартынов         | Лёня, комсомольский вожак                        |
| Сергей Яковлев        | Игнатьев, партийный руководитель                 |
| Екатерина Мазурова    | Марья Фёдоровна, жена Ивана Саввича, мать Ларисы |
| Григорий Михайлов     | директор Подкаменской МТС                        |
| Георгий Светлани      | Уткин, колхозник                                 |
| Пётр Кирюткин         | бригадир                                         |
| Владимир Трошин       | Дима Крутиков, лектор                            |

## Съёмочная группа
- Сценарий и постановка — Станислава Ростоцкого (по повести С. Антонова[1][2])
- Оператор — Грайр Гарибян
- Художник — Мария Фатеева
- Композитор — Кирилл Молчанов
- Текст песен — Николай Доризо

Фильм восстановлен на киностудии имени М. Горького

Фильм восстанавливали:

режиссёр — Станислав Ростоцкий

звукооператор — Керим Амиров

оператор — Г. Никитин

редактор — Е. Ольшанская

директор — Андрей Демьяненко
В фильме звучат песни композитора Кирилла Молчанова на стихи поэта Николая Доризо:
- «От людей на деревне не спрятаться» в исполнении Вячеслава Тихонова
- «Огней так много золотых» в исполнении Людмилы Зыкиной и Екатерины Семёнкиной

## Признание и награды
- 1957 — Третья премия режиссёру Станиславу Ростоцкому на ВКФ (Всесоюзном кинофестивале) в Киеве (1959)[3].
- Один из лидеров советского кинопроката 1958 года (13 место) — 30,5 млн зрителей[3].

## Съёмки
- Роль Матвея изначально писалась автором Сергеем Антоновым для Сергея Гурзо. Готовился снимать именно Гурзо и Ростоцкий. Из-за разных обстоятельств Гурзо не пришлось сыграть эту роль.
- Роль Ларисы могла сыграть Нонна Мордюкова, а роль Тони — Нина Меньшикова, но она в это время была беременна.
- Роль Тони — первая роль в кино Майи Менглет[1].
- Съёмки фильма большей частью проходили в окрестностях деревни Кленково, Клинского района Московской области[4]:7.